# 菊地豊
菊地 豊 （きくち ゆたか、1958年〈昭和33年〉6月8日 - ）は、日本の政治家、元陸上自衛官（最終階級：一等陸佐）。静岡県伊豆市長（5期）。

## 概要
静岡県伊豆市生まれ。防衛大学校（第25期）卒業後、陸上自衛官に任官。同期に岡部俊哉陸上幕僚長、杵渕正巳駐東ティモール特命全権大使など。国際連合モザンビーク活動司令部作戦担当幕僚、在ドイツ日本大使館付防衛駐在官、第5普通科連隊長、内閣衛星情報センター主任分析官等を歴任した後、2007年1月、1等陸佐で退官。その後は英会話教室を経営。
2008年、出身地である伊豆市の市長選に立候補し、初当選。2012年、前伊豆市議会議員の西島信也を破り、再選。2016年、3選を果たした。
2020年の同選挙で4選。2024年の同選挙で5選。

## 関連書籍
- 市長の夢 19人の青年市長[7]日本ドリームプロジェクト（編）『市長の夢―19人の青年市長×きむ』いろは出版、2010年9月。ISBN 978-4902097344。